# Groß Särchen

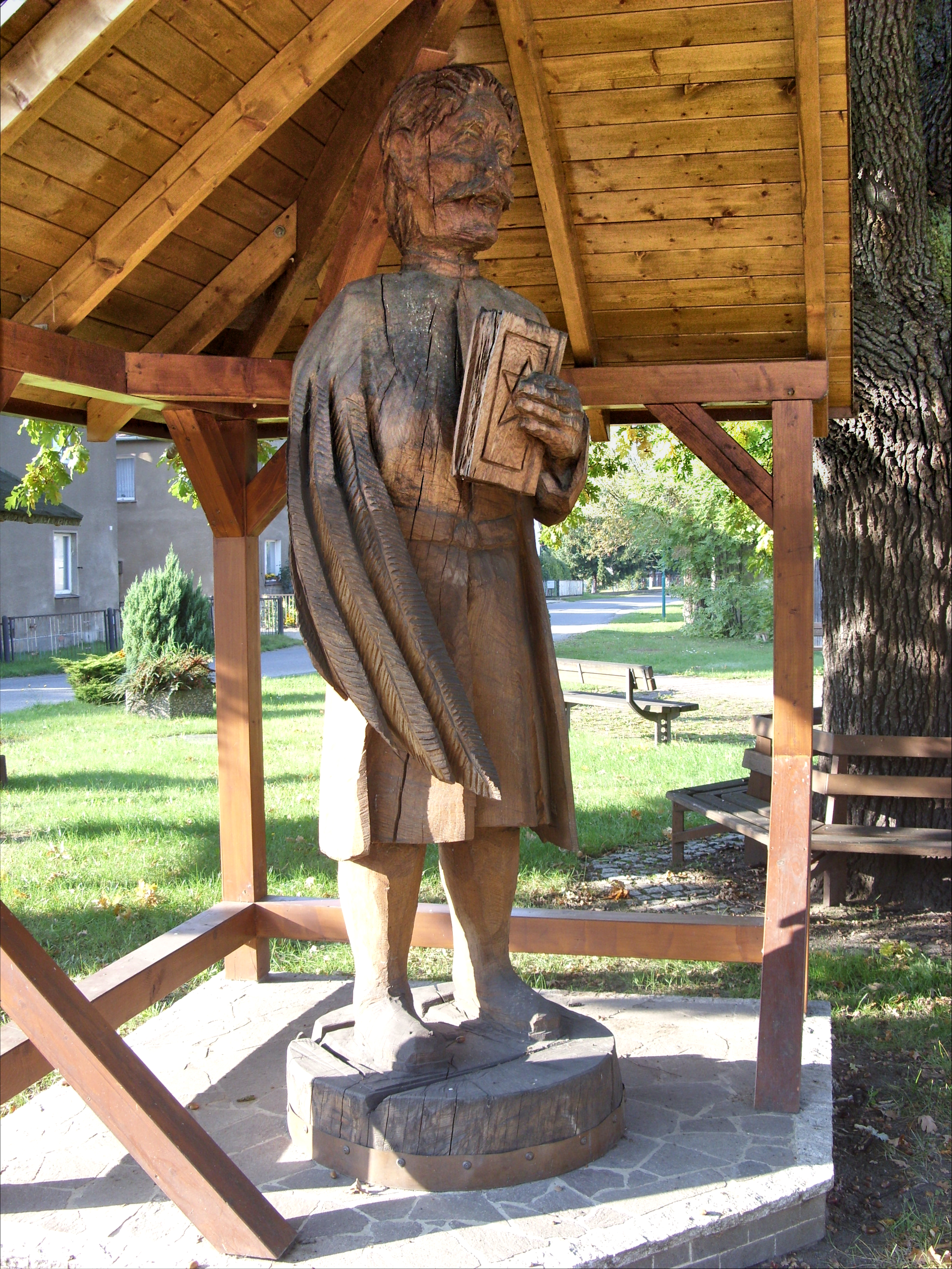
Denkmal für den sorbischen Volkshelden Krabat

Groß Särchen, obersorbisch Wulke Ždźaryⓘ, ist mit etwa 1200 Einwohnern der zweitgrößte Ortsteil der Gemeinde Lohsa im Landkreis Bautzen in der Oberlausitz, Sachsen. Das Kirchdorf im sorbischen Siedlungsgebiet wird als Krabat-Dorf bezeichnet, benannt nach dem Obristen Johann von Schadowitz, der von 1691 bis zu seinem Tod im Jahr 1704 im Ort lebte.

## Geographie

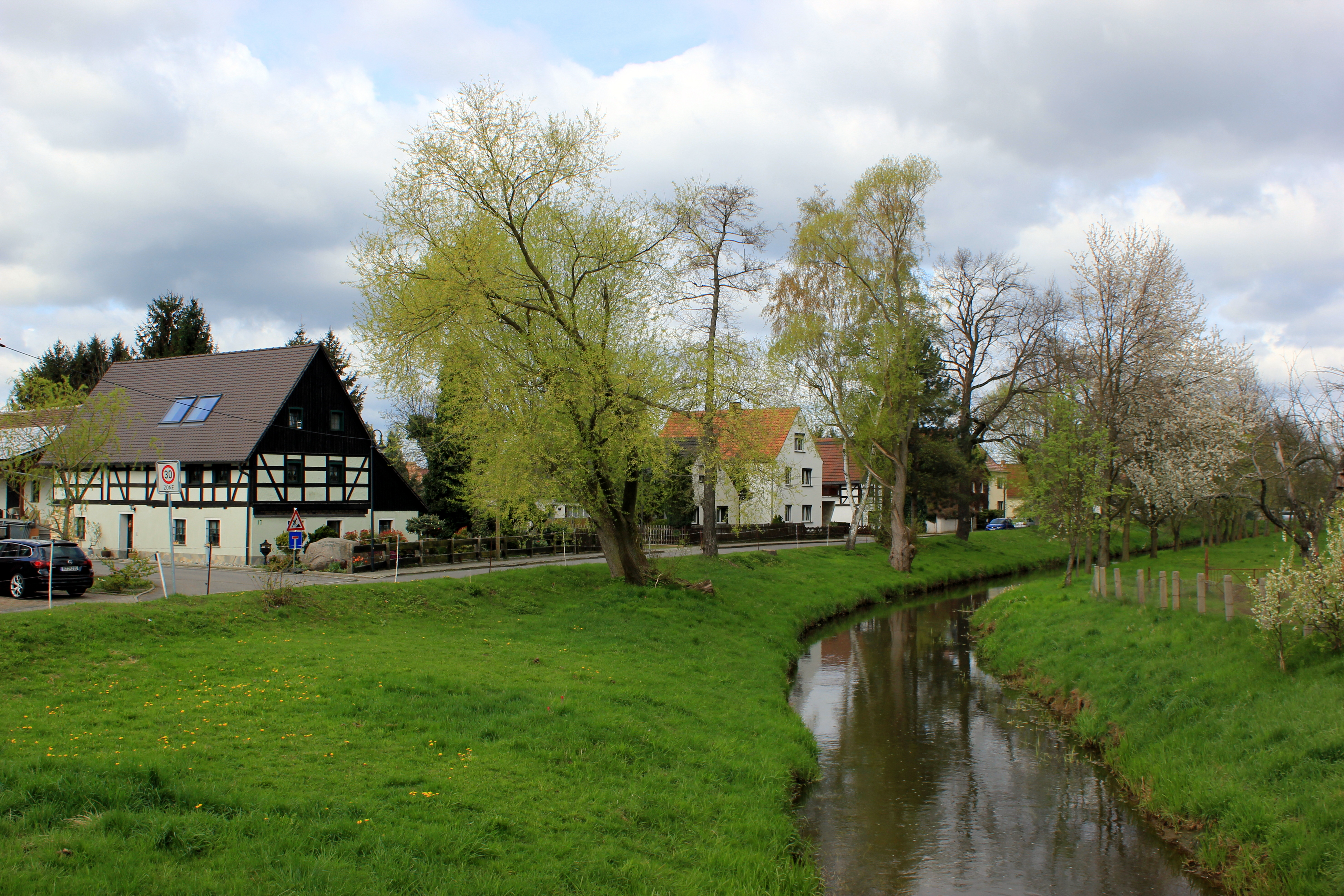
Das Schwarzwasser in Groß Särchen

Groß Särchen liegt im westlichen Teil der Gemeinde Lohsa am westlichen Rand des Biosphärenreservats Oberlausitzer Heide- und Teichlandschaft und südlich des Knappensees, der vom Hoyerswerdaer Schwarzwasser gespeist wird. Die Stadt Wittichenau liegt in nordwestlicher Nachbarschaft.
Die Bundesstraße 96 führt auf ihrem Weg von Hoyerswerda nach Bautzen durch Groß Särchen.

## Geschichte
In den Jahren 1777 und 1907 wurden Reste frühzeitlicher Gräberfelder der Lausitzer Kultur gefunden, die auf eine Besiedlung des Ortes vor etwa 3000 bis 3500 Jahren hindeuten. Bei der Wiederbesiedlung der Gegend um Groß Särchen wurde der Ort als Straßenangerdorf mit gewannähnlicher Streifenflur angelegt. In einem Zinsregister aus den Jahren 1374 bis 1382 des Klosters St. Marienstern ist eine Eintragung unter dem Namen Zore vorhanden. Der Namensübergang Zore, zu einer weitaus ähnlicheren Schreibweise der heute gebräuchlichen Form, vollzog sich relativ schnell; bereits 1467 erfolgte eine urkundliche Erwähnung unter dem Namen Serichen. Den Namenszusatz Groß hingegen erhielt die Gemeinde erst 1831.
Spätestens seit 1568 gehörte Groß Särchen zur Herrschaft Hoyerswerda, vermutlich ist der Wechsel jedoch schon vor 1510 geschehen. Aus einer Urkunde jenes Jahres geht hervor, dass bei der Anlage eines zweiten Fischereiteiches die „armen Leute“ mit einer so großen Bereitwilligkeit den notwendigen Landaustausch vollzogen, dass ihm der Lehnsherr weitgehende Freiheiten einräumte. Beim Übergang der Standesherrschaft Hoyerswerda an die sächsische Krone ließen sich die Einwohner ihre Rechte und Privilegien 1651 durch Kurfürst Johann Georg I. bestätigen. Diese Bestätigung sollte in späteren Jahren von großem Vorteil für die bäuerliche Bevölkerung Groß Särchens sein. Aus Dank für seine Hilfe schenkte August der Starke dem Obristen Johann von Schadowitz am 31. März 1691 das örtliche Vorwerk samt Mühle, Brauerei und Kretscham. Damit begann die sagenreiche Wirkenszeit des Kroaten, der alsbald „Krabat“ genannt wurde. Seine für die damalige Zeit wundersamen Taten (Trockenlegung von Sümpfen etc.) sorgten für die Entwicklung der Krabat-Sage und den Aufstieg zum sorbischen Nationalheld. Der Obrist starb hochbetagt am 29. Mai 1704 in Groß Särchen und fand in Wittichenau seine letzte Ruhestätte. Die Schule, die wahrscheinlich bereits im 1600 gegründet wurde, wurde in den Jahren 1781/1782 durch einen Neubau ersetzt. Das Vorwerk und die Mühle wurden 1785 an die Bauern im Ort verpachtet, die bereits 1799 aus der Leibeigenschaft entlassen wurden.
Nach der Teilung des Königreiches Sachsen zugunsten Preußens infolge des Wiener Kongresses wurde Groß Särchen 1825 dem Landkreis Hoyerswerda zugeordnet. Ein großer Brand im Jahr 1852 vernichtete 21 Wirtschaften. Die einsetzende Industrialisierung sorgte dafür, dass 1899 die Ziegelei und Zementfabrik einen Dampfantrieb erhielten und 1908 ein Bahnanschluss Groß Särchens erfolgte (1963 eingestellt). Erste Flurvermessungen und Bohrungen, um einen Braunkohleabbau vorzubereiten, erfolgten 1910. Erste Kohlefeldankäufe durch Joseph Werminghoffs Eintracht Braunkohlenwerke erfolgten 1913. Der Erste Weltkrieg verlangsamte die weitere Entwicklung des Kohleabbaus in Groß Särchen, so dass erst um 1918 Braunkohle abgebaut werden konnte. Elektrizität bekam der Ort im Jahr 1921, und es wurden „Lichterfeste“ gefeiert. Die Schule der Nachbargemeinde Buchwalde wurde 1930 geschlossen und die Gemeinde im Folgejahr aufgrund des Tagebaus Grube Werminghoff I aufgelöst.
Nach dem Zweiten Weltkrieg wurde der Schulbetrieb in deutscher und sorbischer Sprache wiederaufgenommen. Der geflutete Knappensee entwickelte sich zu einem Urlaubsziel für DDR-Bürger. 1956 wurde ein Kanuverein gegründet, 1961 eine Rettungsstelle am See gebaut. Die Kollektivierung der Landwirtschaft wurde am 24. April 1960 mit der Unterzeichnung des LPG-Statuts abgeschlossen. Die veränderte Energiepolitik in der frühen Nachwendezeit bedeutete für die Bevölkerung Groß Särchens den Wegfall eines bedeutenden Arbeitgebers, was häufig zu Fortzügen führte. Die Gemeinde Groß Särchen schloss sich mit den Gemeinden Koblenz und Wartha am 1. Oktober 1995 zur Gemeinde Knappensee zusammen. Als diese 1. Januar 2005 aufgelöst wurde, wurden die Ortsteile Groß Särchen und Koblenz der Gemeinde Lohsa eingegliedert, während Wartha nach Königswartha kam.
Eine Schutzanlage für Fischotter, die nahe dem Ort am Schwarzwasser leben, wurde 2000 an der Bundesstraße errichtet, unter anderem mit Schutzzäunen und einer Querungsmöglichkeit.

## Bevölkerung und Sprache
| Jahr | Einwohner |
| ---- | --------- |
| 1825 | 396       |
| 1871 | 572       |
| 1885 | 509       |
| 1905 | 519       |
| 1925 | 1088      |
| 1939 | 963       |
| 1946 | 1125      |
| 1950 | 1201      |
| 1964 | 1220      |
| 1990 | 1121      |
| 1993 | 1088      |
| 2007 | 1215      |
| 2009 | 1188      |

In Groß Särchen lebten 1568 24 besessene Mann und 27 Gärtner. Bis 1777 hat sich der allgemeine Landbesitz reduziert, so dass nur noch 21 besessene Mann und acht Gärtner im Ort lebten, dafür aber 40 Häusler gezählt wurden.
Für seine Statistik über die sorbische Bevölkerung in der Oberlausitz ermittelte Arnošt Muka in den achtziger Jahren des 19. Jahrhunderts eine Bevölkerungszahl von 519, darunter 510 Sorben (98 %) und nur neun Deutsche. Der Kohleabbau in der nahegelegenen Grube Werminghoff sowie die damit verbundene Industrialisierung sorgten zwischen 1905 und 1925 für eine Verdopplung der Einwohnerzahl auf über 1000, wobei sich die sprachlichen Verhältnisse durch den starken Zuzug völlig veränderten und die Sorbischsprecher in die Minderheit gerieten. Ernst Tschernik zählte in der Gemeinde 1956 einen sorbischsprachigen Anteil von nur noch 33,9 % der Bevölkerung. Heute ist die Sprache aus dem Ortsalltag weitgehend verschwunden.
Die Einwohnerzahl stieg durch das gesamte 20. Jahrhundert leicht an, obwohl in der frühen Nachwendezeit ein leichter Abfall durch Wegzug nach Arbeitslosigkeit zu verzeichnen war.

## Kirche

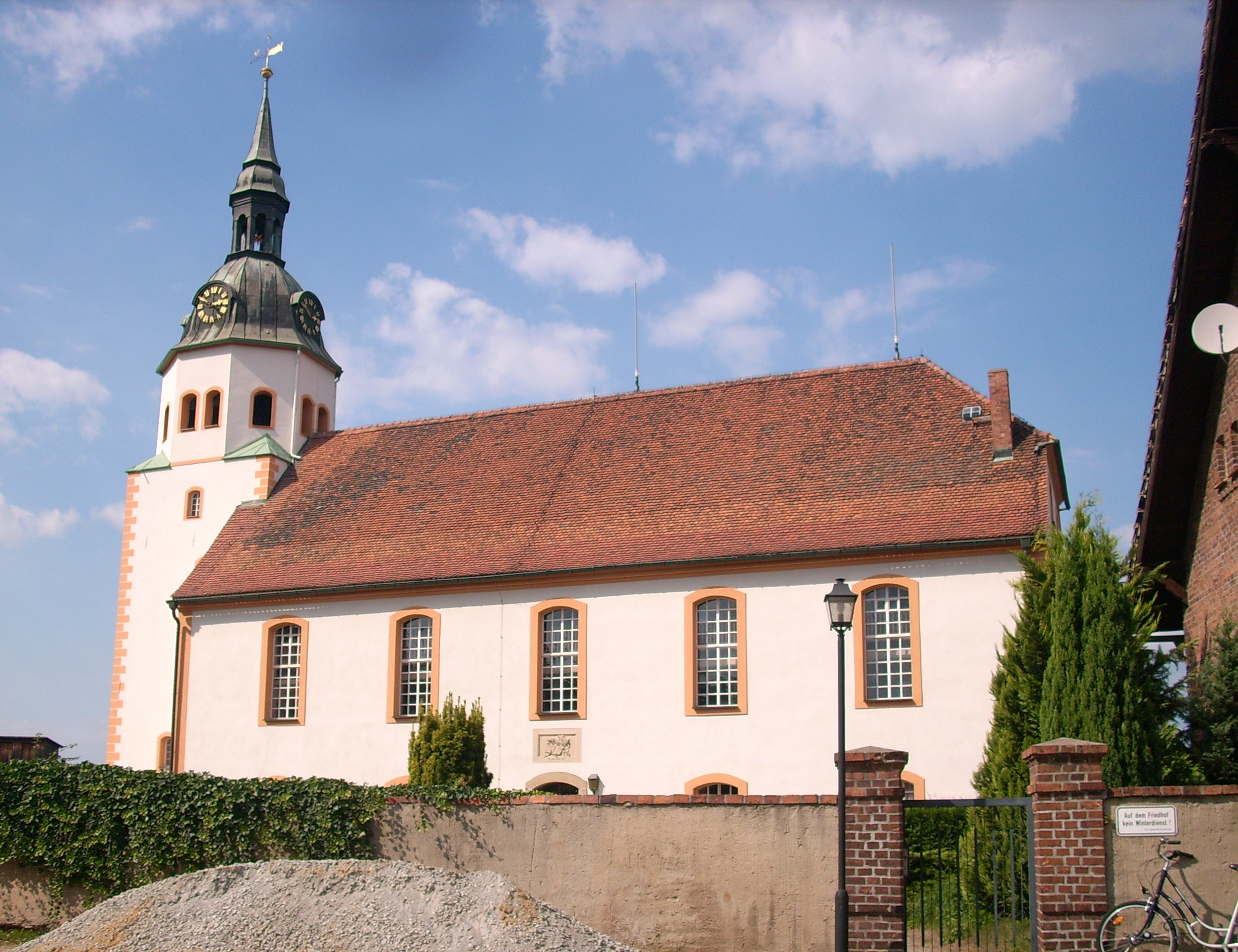
Kirche von Groß Särchen

Groß Särchen ist der Standort einer evangelischen Kirchgemeinde, der die umliegenden Orte Koblenz, Maukendorf und der evangelische Bevölkerungsanteil Rachlaus angehören. Buchwalde war bis zum Ortsabbruch in den 1930ern eingepfarrt, gastweise gehörten auch Wartha und die Siedlung Werminghoff dem Kirchspiel an.
Um das Jahr 1540 wurde die Kirchgemeinde evangelisch, während das benachbarte Wittichenauer Kirchspiel katholisch blieb. Die Kirche aus dem 12. oder 13. Jahrhundert wurde 1590 durch eine neue ersetzt, die wiederum im 18. Jahrhundert dem Neubau der heutigen Kirche weichen musste. Aus der ersten Kirche sind ein spätgotischer Kruzifix und der Abendmahlstisch erhalten, von der zweiten wurden Altar und Kanzel übernommen.
Der Turmbau erfolge 1750 und 1867 bekam die Kirche eine Ladegast-Orgel.

## Verkehr
Groß Särchen liegt an den Regionalbuslinien der Regionalbus Oberlausitz von Bautzen nach Hoyerswerda.